# Nové Zákupy
Nové Zákupy (dříve německy Neureichstadt) jsou odloučená část města Zákupy, s ním spojená stejnojmennou ulicí Nové Zákupy, na Českolipsku. 
Obec z větší části tvoří sídliště panelových domů po sovětské vojenské posádce. Součástí sídliště s kapacitou až 600 osob je domov pro seniory a dům s pečovatelskou službou, velké zahrádkářské kolonie, park, dva malé obchody a restaurace. Je snaha zde obnovit arboretum. V průmyslové zóně za sídlištěm působí dvě firmy, pobočka společnosti IAC Group Czech a menší Lesoprakt. Funguje zde místní výbor.
Ve středověku zde existoval dvůr Prorub, který se do dnešních dnů nezachoval. V obci byla také továrna rodiny Leitenbergerů, cukrovar, železniční vlečka, lesnická škola a kasárna, z čehož se však také většina nedochovala, budovy jsou v rozvalinách. 

## Historie

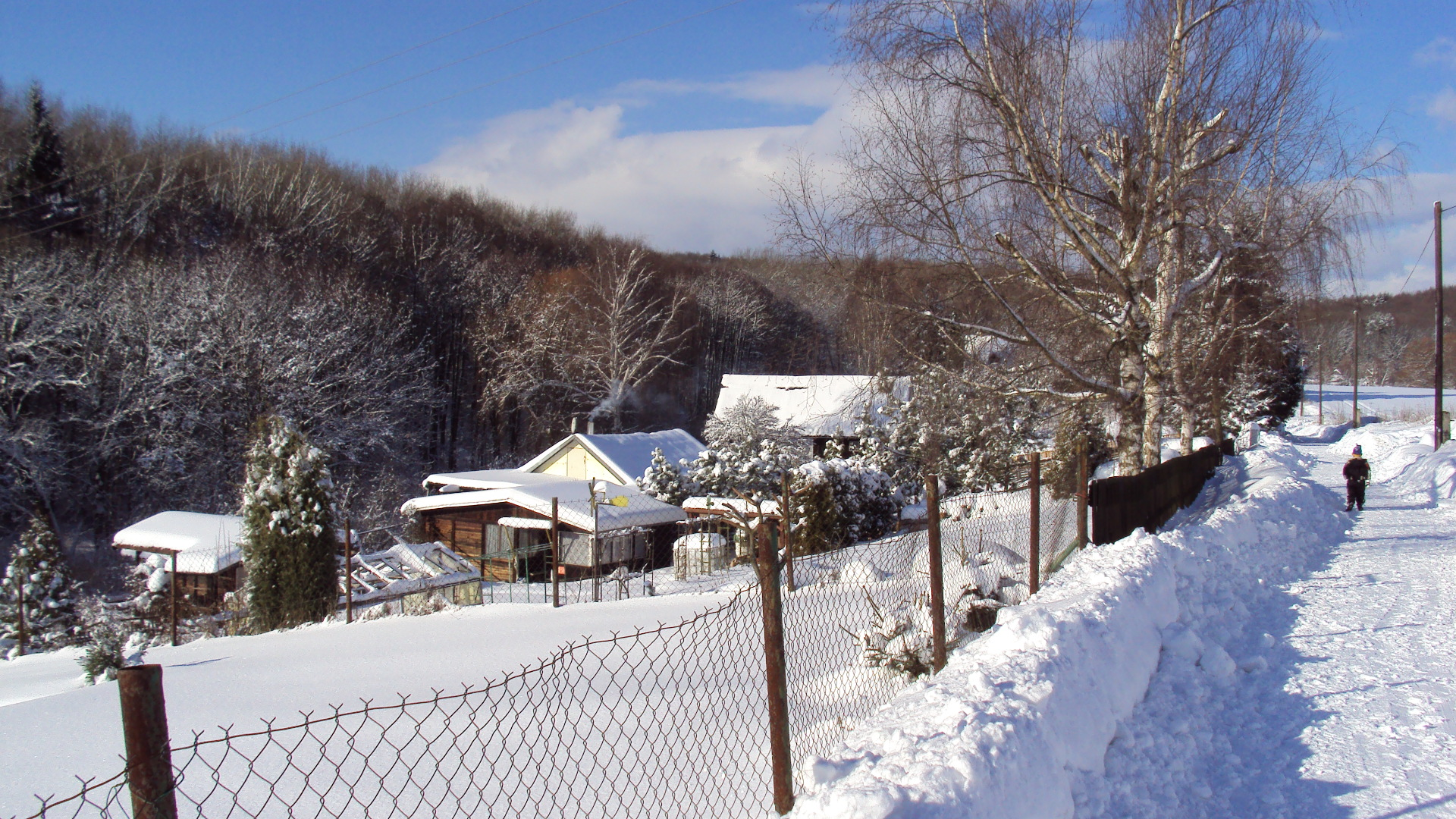
Jedna z zahrádkářských osad v Nových Zákupech ukrývá i pár původních domků

### Prorub

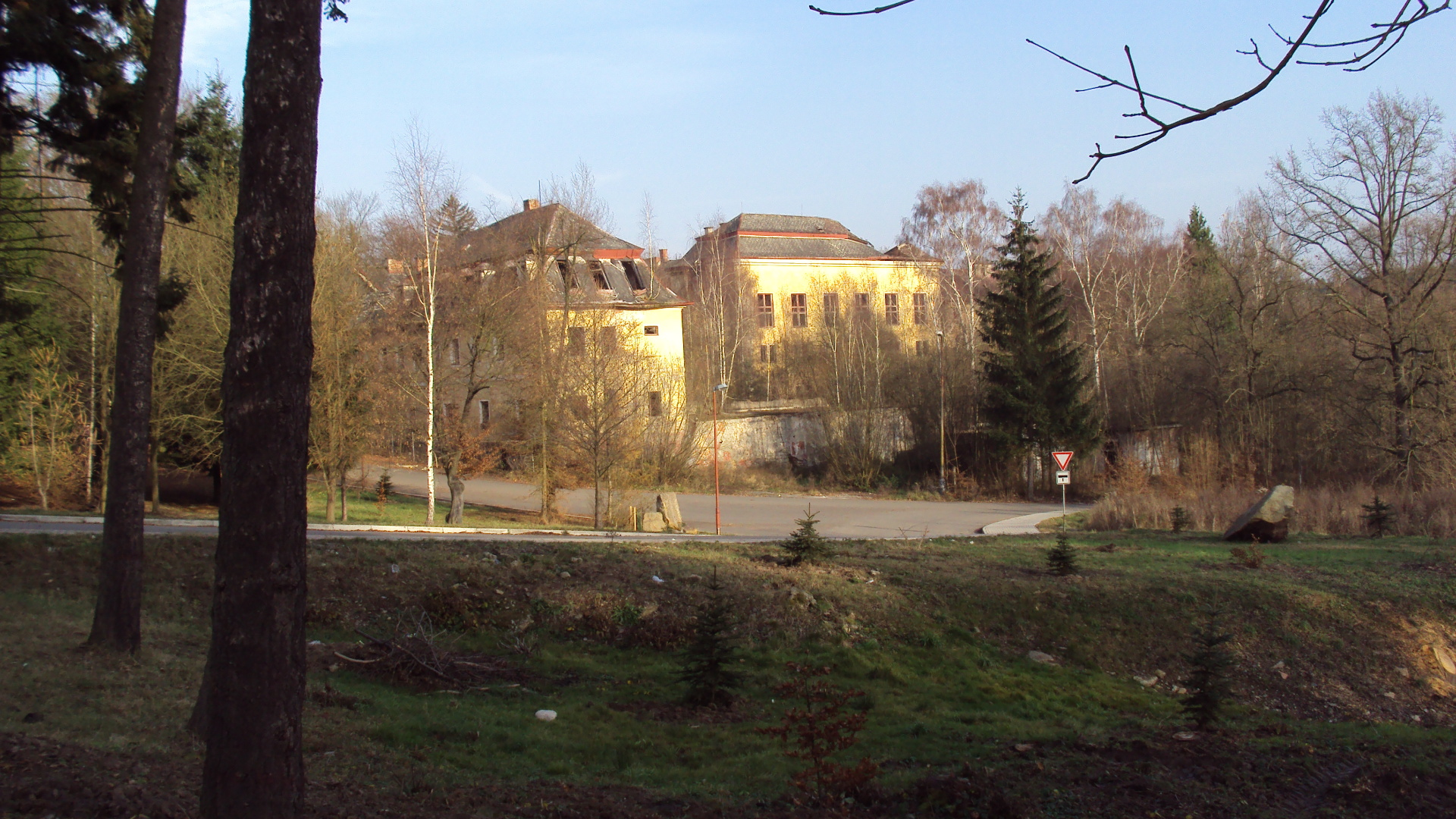
Někdejší továrna a škola zdálky připomíná zámeček

Hospodářský dvůr Prorub zde existoval podle zachovalých záznamů jistě již roku 1320. Další jsou z let 1554, 1555, 1594, poslední záznam je z roku 1612. V urbáři panství Zákupy je v roce 1560 záznam o Kasperovi z Geršdorfu, zákupském hejtmanu z statku Prorubí. Jemu (manovi) tehdy patřila i nedaleká ves Kamenice. O rok později uvedl farář Valentin Frumald z Dobranova existenci Kašpara Görschdorffera z Prorub jakožto zákupského hejtmana. Z 9. září 1594 pochází záznam o koupi dvora Prorubí za 5000 kop. Kupoval jej Václav Berka z Dubé od zemana Caspera Girschdorfa, zřejmě potomka Kašpara.
Když majitel zákupského panství Václav Berka z Dubé zemřel, byl 25. října 1608 pořízen inventář celého panství. V něm je uveden přerubský dvůr s podrobnostmi, např. ratejna se nábytkem i zvířectvem. O tři roky později bylo panství prodáno Janu Novohradskému z Kolovrat trhovou smlouvou, zapsanou 31. července 1612. Její součástí byl i dvůr v Prorubech.

### Továrna Leitenbergů

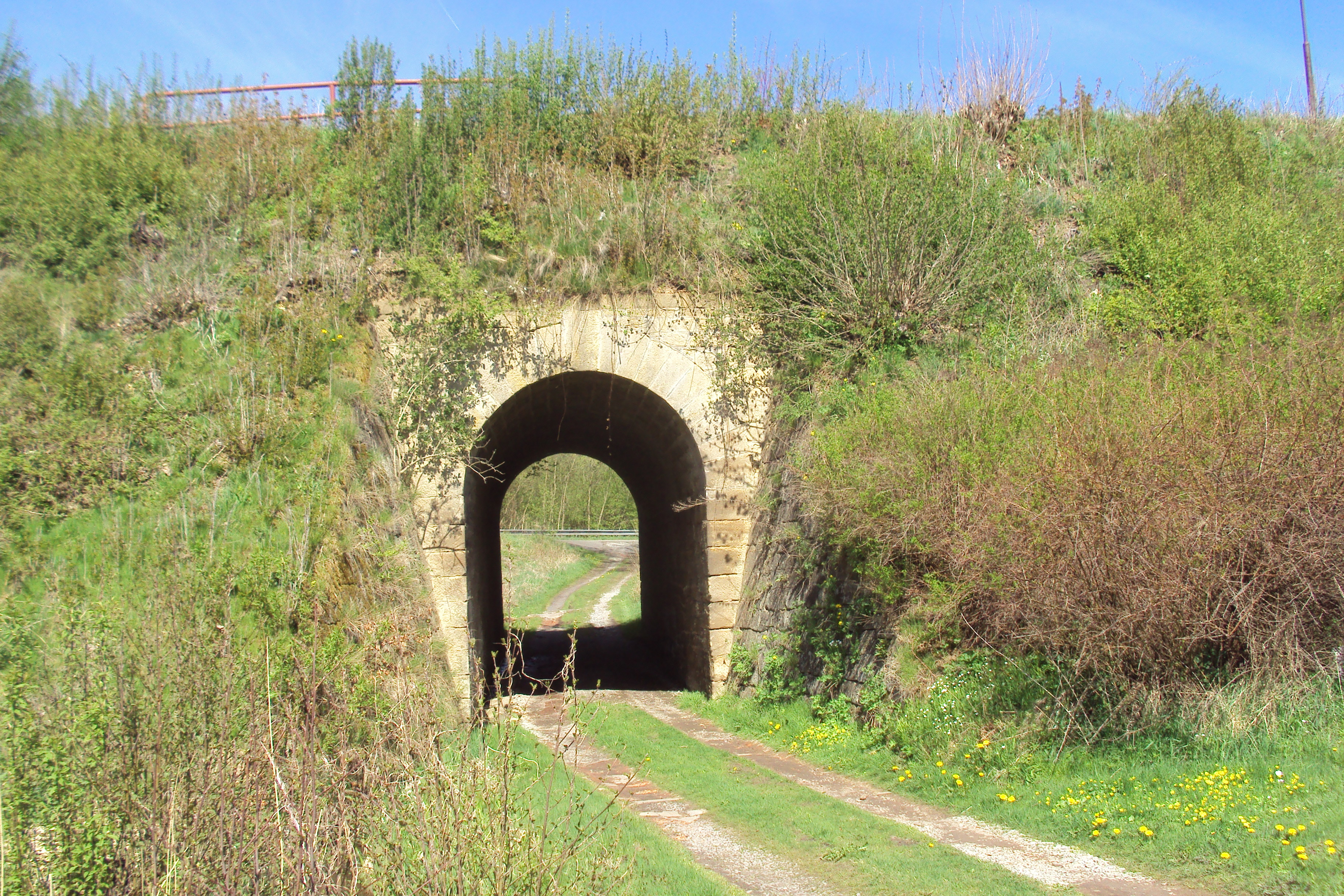
Jen mostek připomíná zrušenou železniční vlečku

Areál několika propojených staveb vznikl zásluhou bohaté rodiny Leitenbergů, který zdejší dvůr koupili a přestavěli jej na velkou textilní manufakturu, kde v roce 1788 zahájili výrobu. Pracovalo zde v roce 1791 na 24 tiskařských stolech 400 dělníků a dalších 5000 domácích tkalců a přadláků z širokého okolí dostávalo domácí práci. Součástí továrního komplexu byla barvírna, tkalcovna a kartounka. Po smrti zakladatele továrny Josefa Leitenbergera ji převzal jeho syn Ignác a rozšířil ji na moderní provoz s řadou strojů, kde práci našlo 650 dělníků. Dokázal získat velká ocenění na průmyslové výstavě v Praze roku 1831. Vnuk Josefův Edward však továrnu v rostoucí konkurenci neudržel, v roce 1853 továrnu prodal a ta nedlouho poté zanikla. O práci přišlo 700 lidí.
Objekty pak měnily majitele, kteří své podnikatelské záměry (1854 výroba cigár, poté lustrů) nedokázali realizovat.
V letech 1860 až 1862 zde fungovalo bělidlo, pak budovy koupila roku 1872 akciová společnost. Až po osmi letech zde zřídila cukrovar a ten získal císař František Josef I. Roku 1883 byla do cukrovaru vybudována železniční vlečka (již neexistuje) od zákupského nádraží. Cukrovar roku 1889 zanikl. Následovala řada pokusů budovy využít, bylo zde krátce umělecké řezbářství, kamenictví, brusírna diamantů a opět barvírna.

### Lesnická škola

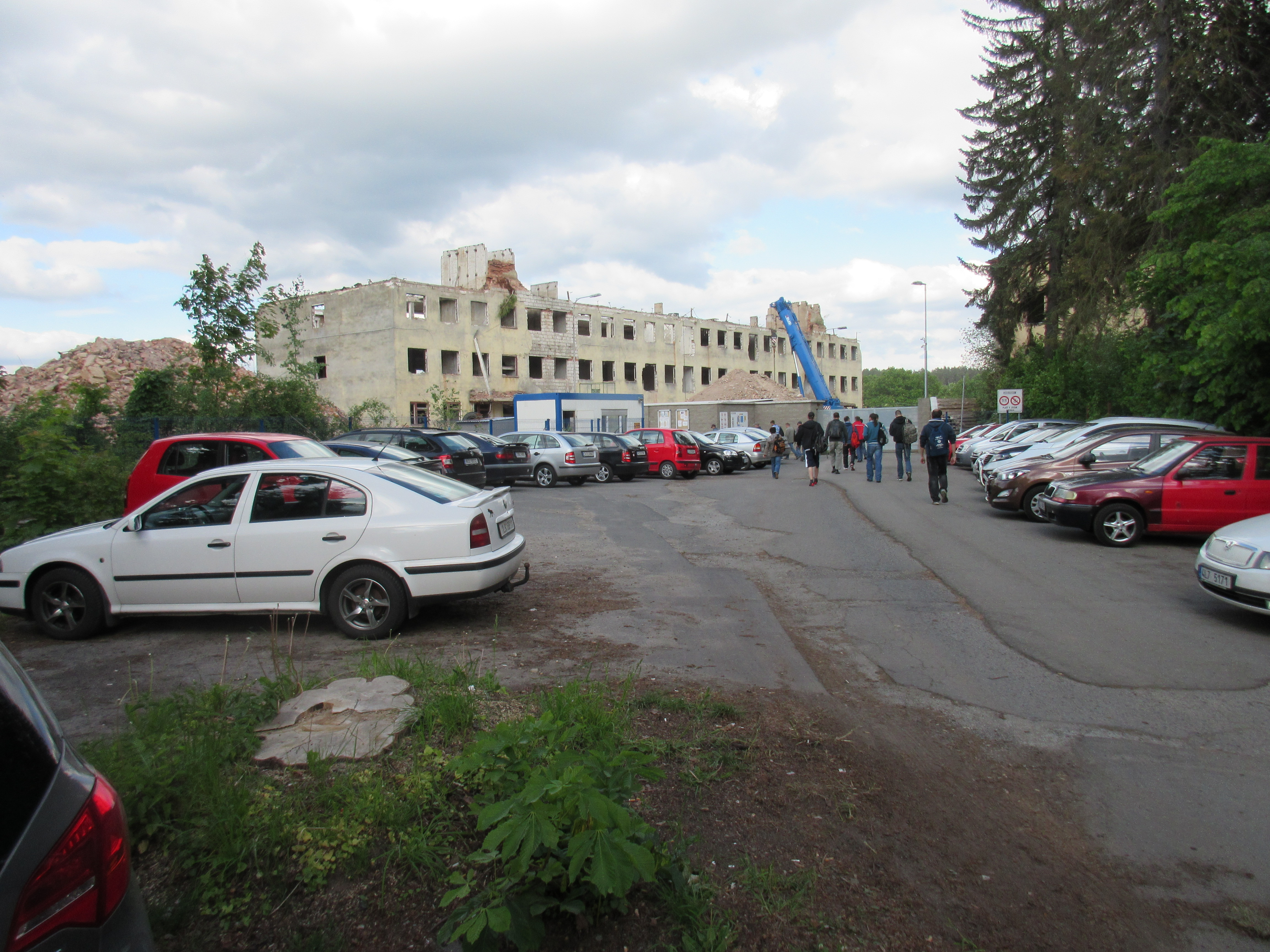
Bourání budov bývalé továrny na jaře 2015, firma IAC potřebuje prostor

Nakonec se do řadu let opuštěných budov v Nových Zákupech připomínajících zámek (autobusová zastávka měla pojmenování Zámek Nové Zákupy do roku 2011) přestěhovala v roce 1904 lesnická škola z Bělé pod Bezdězem, kde jí tamní prostory přestaly vyhovovat. V sousedství svého areálu vybudovala velké arboretum, v němž bylo přes 3000 druhů stromů a keřů. V období I. světové války byl v budovách lesnické školy zřízen lazaret. Roku 1929 stav porostů parku a arboreta zdecimovaly velké mrazy, ovšem daleko horší bylo působení vojenských posádek po roce 1938 a zrušení školy. Vyšší lesnická škola ukončila svou činnost školním rokem 1939 - 1940 nedostatkem žáků, povolaných do armády. Až v roce 2009 započalo město s úpravou areálu, který se mezitím stal neprostupnou houštinou z náletů. Budovy školy se obnovit nepodařilo, jsou v havarijním stavu. Úpravy parku na místě někdejšího arboreta pokračovaly II. etapou od konce roku 2013., o rok později etapou třetí. Cílem snažení města je arboretum v Nových Zákupech obnovit.

### Vojenské posádky

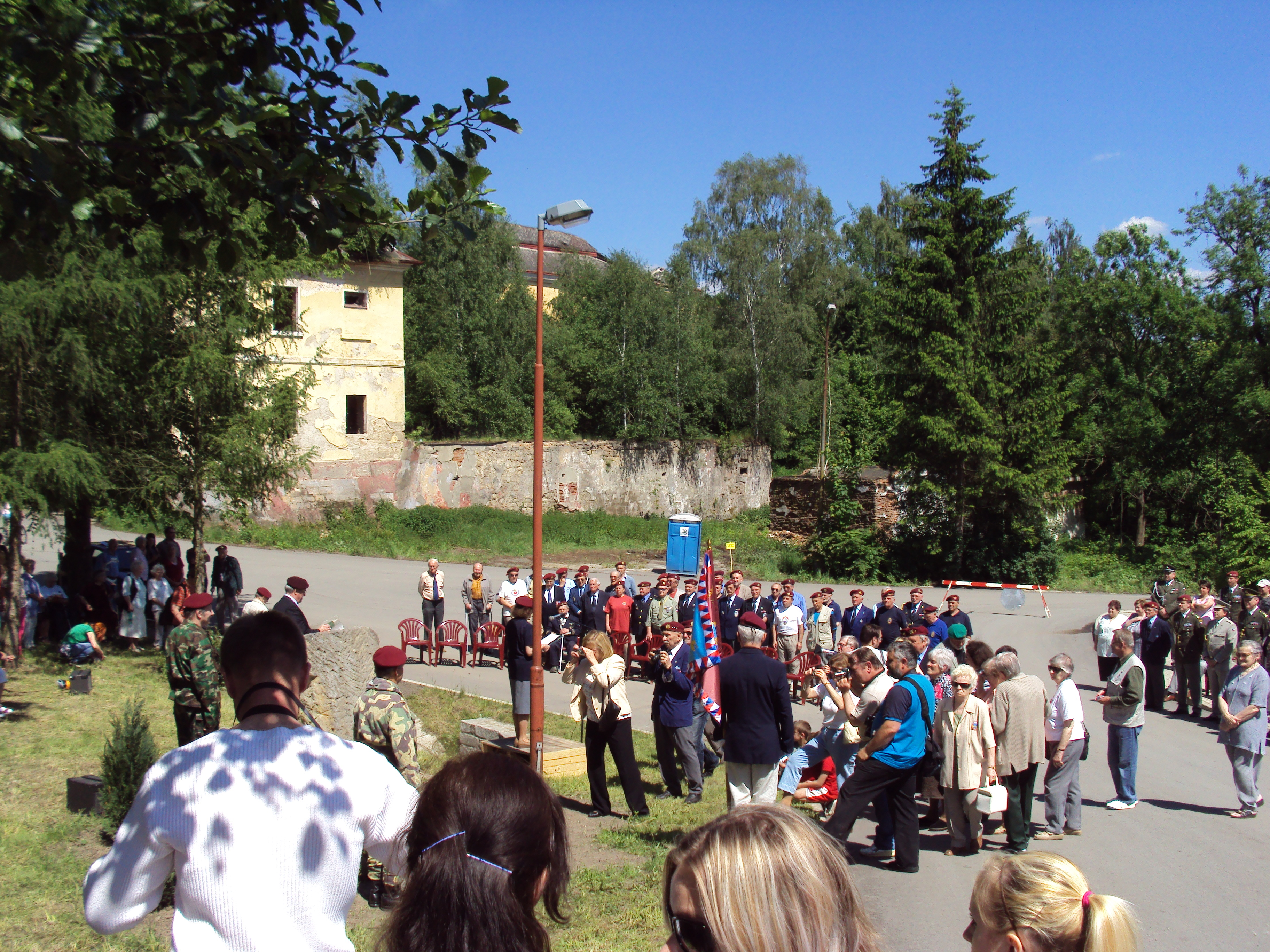
Slavnost parašutistů u pomníčku v Nových Zákupech

Vojáci využívali zdejší budovy během obou světových válek pro raněné. V roce 1946 se v Zákupech usídlilo československé vojsko. Dne 1. října 1947 byl v místní vojenské posádce utvořen historicky první výsadkový útvar čs. armády s názvem Pěší prapor 71 (výsadkový). Dne 3. března 1948 bylo praporu prezidentem Benešem uděleno pojmenování "Československých parašutistů". Koncem roku 1950 se otevřený název útvaru změnil na 71. výsadkový prapor. Na podzim 1952 prapor přešel do složení nově zřízené výsadkové brigády a současně se přemístil ze Zákup do Prešova. Na náměstí Svobody v centru Zákup je na jeho počest pamětní deska a v Nových Zákupech malý pomníček.
V roce 1968 část Zákup okupovalo na 23 let sovětské vojsko ze Střední skupiny vojsk. Byl zde dislokován 278. gardový motostřelecký pluk, náležející k 18. gardové motostřelecké divizi s velitelstvím v Mladé Boleslavi. Sověti zabrali také budovy bývalé továrny a školy v Nových Zákupech, postavili si zde řadu panelových domů pro důstojníky, kino, nemocnici, školu, na levém břehu Svitavky si postavili řadu pomocných objektů, cesty a zákopy. Zůstaly po nich domy a také v okolí množství munice, které je nacházeno např. rybáři na březích Svitavky ještě v letech 2011 a 2012.

## Obyvatelstvo
|           | 1869 | 1880 | 1890 | 1900 | 1910 | 1921 | 1930 | 1950 | 1961 | 1970 | 1980 | 1991 | 2001 | 2011 |
| --------- | ---- | ---- | ---- | ---- | ---- | ---- | ---- | ---- | ---- | ---- | ---- | ---- | ---- | ---- |
| Obyvatelé | 242  | 205  | 139  | 100  | 144  | 220  | 200  | 42   | 27   | 13   | —    | —    | —    | —    |
| Domy      | 32   | 32   | 29   | 37   | 29   | 31   | 25   | 25   | —    | 5    | —    | —    | —    | —    |

## Současnost

### Sídliště a průmysl
Byty všech zdejších obyvatel jsou součástí panelové výstavby z 70. let 20. století, která zde a v okolí byla vybudována pro početnou vojenskou posádku SSSR. Po jejich odchodu sídliště převzalo město Zákupy, do postupně renovovaných 4-5 patrových domů se nastěhovaly jednak rodiny Volyňských Čechů, později i starousedlíci ze Zákup. Opuštěné nebytové prostory bývalého kina a polikliniky pronajalo ke komerčním účelům, případně využilo pro jiné potřeby. Jiné ze severní strany lokality byly základem malé průmyslové zóny, kde dnes existuje areál firmy IAC (dříve Vest-Izol). Působila zde také firma Ladeo. Zdejší pobočka firmy IAC Group Czech je největším zaměstnavatelem celých Zákup, v roce 2014 zde pracovalo zhruba 900 lidí. Tato firma si dodatečně koupila, pronajala a oplotila i zdevastované objekty někdejší školy a továrny, celý areál je nyní velice rozsáhlý. V některých přilehlých objektech (ruiny) přespávali bezdomovci.
V roce 2015 byla zahájena stavba dalších hal nového logistického centra v areálu I.A.C firmou CTP Invest. Po dostavbě má být v továrně zaměstnáno 1200 lidí. V průběhu stavby parkující auta dříve uvnitř zatarasila ulice sídliště. Doba stavba se prodloužila, kontrolní orgány zjistily nedostatky ve stavebních povoleních.
V sousedství IAC byl areál firmy Ladeo, zabývající se likvidací nebezpečných odpadů. Dne 24. dubna 2012 v jejím areálu vypukl požár hromad plastů, který zlikvidovalo šest požárních sborů. Firma Ladeo se na jaře 2013 odstěhovala do Srní u České Lípy, její areál převzala zmíněná IAC. Další zdejší větší firmou je Lesoprakt (pila).

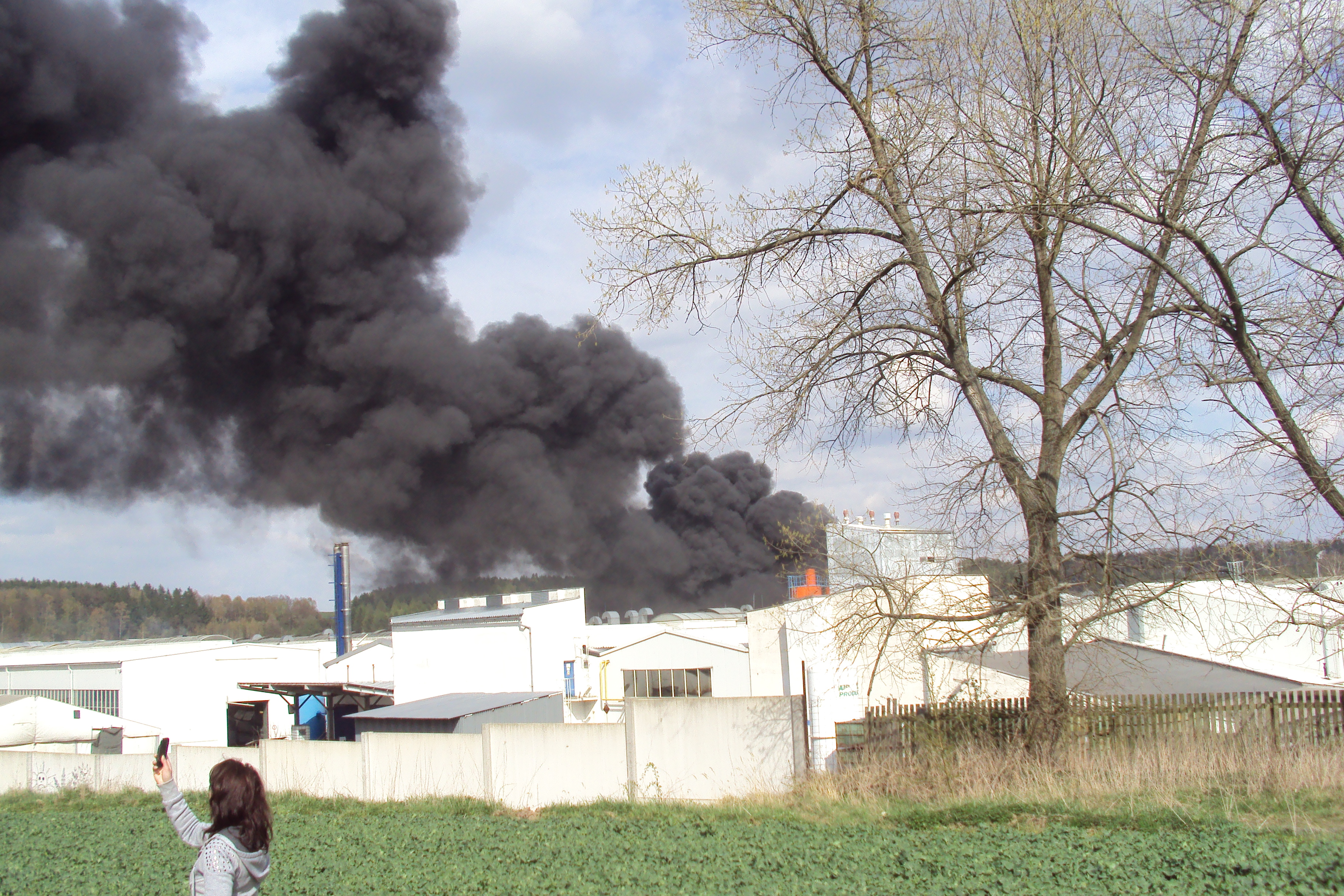
Požár v areálu firmy Ladeo, vpředu bílé budovy jiné firmy IAC

V prostoru mezi Zákupy a odloučeným sídlištěm vznikly dvě velké zahrádkářské kolonie a statek s mnoha stájemi dobytka. U zahrádek jsou i rybníky, z nichž menší je s poškozenou hrází bez vody.

### Dopravní spojení
Přes Nové Zákupy projíždí několik pravidelných autobusových linek provozovaných ČSAD Česká Lípa a od května 2012 i firmou Compaq z Mimoně. Nově od května 2012 vedené linky odtud odjíždí 4x denně včetně víkendů zejména kvůli dopravě zaměstnanců firmy IAC. Zajíždí sem i podniková doprava českolipských firem provozovaná českolipskou firmou Mirobus. Dvě zdejší autobusové zastávky byly pojmenované v jízdním řádu Zákupy, Nové Zákupy zámek (což byla do roku 2010 jediná zdejší zastávka), druhou krytou zastávkou je Zákupy, Nové Zákupy sídliště. První ze zastávek je od roku 2012 zcela zrušená.
Nejbližší vlakové spojení je v Zákupech, obě tamní zastávky (Zákupy, Božíkov) na trati z České Lípy do Liberce jsou zhruba 2,5 km daleko. Před 100 lety existovala vlečka ze Zákup k cukrovaru v Nových Zákupech, koleje i pražce jsou sneseny, násep slouží z větší části jako cesta pro pěší.

## Projekt domu služeb
Město se rozhodlo v roce 2012 jeden z prázdných objektů (bývalá vojenská nemocnice) kompletně zrekonstruovat a vyřešit tak absenci služeb sídliště. K tomu byla využita slíbená dotace 9 milionů z ministerského programu úpravy někdejších vojenských objektů po sovětských posádkách. Náklady byly plánovány 12,5 milionů Kč, povinná spoluúčast města je 25%. Přestavba byla v létě 2013 před dokončením.
V listopadu 2013 byla rekonstrukce objektu ukončena a vzápětí poté zde byla otevřena malá prodejna potravin. V prosinci zde byla otevřena Novozákupská pivnice a restaurace, v pondělí 6. ledna 2014 bylo v objektu otevřeno odloučené pracoviště mateřské školky s kapacitou 25 míst.

## Samospráva
Místní výbor Nové Zákupy založen 1. června 2009 jako sedmičlenný, postupně se jeho složení i počet členů měnil. Prvním předsedou jmenovaným zastupitelstvem města byl Petr Starý, kterého v roce 2011 vystřídal Milan Prokop. Ke dni 1. února 2014 byl Petr Starý zastupitelstvem znovu jmenován předsedou a došlo k výměně většiny členů výboru.

## Jiné zajímavosti
V pátek 17. dubna 2015 po poledni uprostřed sídliště vedle vietnamského obchodu došlo k loupežnému přepadení automobilu velkoobchodu JAS s cigaretami a vyšší částkou peněz. Pachatelé unikli jiným autem. V srpnu 2015 policie oznámila, že pachatelé byli dopadeni.